# Orlando Cinque
Orlando Cinque (Piano di Sorrento, 17 aprile 1972) è un attore italiano.

## Biografia
Diplomatosi nel 1998 alla scuola di recitazione presso il teatro Stabile di Genova, ha accumulato un vasto curriculum come attore teatrale, recitando anche in televisione e in maniera minore nel cinema. Ha insegnato corso di recitazione cinematografica presso l'accademia dello spettacolo Nartè a Napoli.
Tra gli altri suoi lavori, ricordiamo soprattutto: Lo zoo di vetro, al fianco di Claudia Cardinale, e Le baccanti di Euripide diretto da Matthias Langhoff. In televisione ha preso parte alle sit-com Love Bugs e Love Bugs 2, entrambe dirette da Marco Limberti, e la serie televisiva Romanzo criminale - La serie, regia di Stefano Sollima, nella quale interpreta il ruolo di Trentadenari.
Nel 2018 ha interpretato il maresciallo Roberto Mandolini nel film Sulla mia pelle, il secondo film italiano prodotto da Netflix, incentrato sulla morte di Stefano Cucchi.

## Filmografia parziale

### Cinema
- The Tulse Luper Suitcase, Part 1:The Moab Story, regia di Peter Greenaway (2003)
- Tatanka, regia di Giuseppe Gagliardi (2010)
- Viaggio sola, regia di Maria Sole Tognazzi (2012)
- Sulla mia pelle, regia di Alessio Cremonini (2018)
- L'uomo del labirinto, regia di Donato Carrisi (2019)
- Fabbricante di lacrime, regia di Alessandro Genovesi (2024)

### Televisione
- Un posto al sole – soap opera (2000)
- Vento di ponente – serie TV (2002)
- Gente di mare – serie TV (2005)
- Love Bugs – serie TV (2005-2006)
- Raccontami – serie TV (2008)
- Romanzo criminale - La serie – serie TV (2008-2010)
- Distretto di Polizia 11 – serie TV, episodio 11x17 (2011)
- Il clan dei camorristi – serie TV (2012)
- I Borgia (Borgia) – serie TV, episodi 2x09-2x10 (2013)
- Un passo dal cielo – serie TV (2015)
- Liberi sognatori - Delitto di mafia, regia di Michele Alhaique – film TV (2018)
- Non uccidere – serie TV, episodio 2x19 (2018)
- Romulus – serie TV, episodi 1x05-1x06 (2020)
- Il commissario Ricciardi – serie TV, episodio 1x04 (2021)
- Signora Volpe - serie TV, episodio 1x01 (2022)
- Un'estate fa, regia di  Marta Savina – miniserie TV, episodi 4-5-6 (2023)
- Vanina - Un vicequestore a Catania – serie TV (2024-in corso)
- Briganti - serie TV (2024)

## Teatrografia parziale
- Caligola on Air, regista e interprete (2011)
- V.è.r.d.i - Vi è ragione di interrogarsi di Luca Cedrola (2013)